# Miahuatlán, Morelos
Miahuatlán är en ort i Mexiko.   Den ligger i kommunen Amacuzac och delstaten Morelos, i den sydöstra delen av landet, 100 km söder om huvudstaden Mexico City. Miahuatlán ligger 909 meter över havet och antalet invånare är 568.
Terrängen runt Miahuatlán är kuperad åt sydväst, men åt nordost är den platt. Runt Miahuatlán är det ganska tätbefolkat, med 104 invånare per kvadratkilometer. Närmaste större samhälle är Zacatepec, 18,5 km öster om Miahuatlán. Omgivningarna runt Miahuatlán är en mosaik av jordbruksmark och naturlig växtlighet.